# 이곡
이곡(李穀, 1298년 8월 25일(음력 7월 18일)~1351년 1월 28일(음력 1월 1일))은 고려의 문관이다. 본관은 한산(韓山), 자는 중보(仲父), 호는 가정(稼亭)이다.
1320년(고려 충숙왕 7년) 과거에 급제하여 도첨의찬성사(都僉議贊成事)를 역임하고, 한산군(韓山君)에 봉해졌다.
1332년 원나라 정동성(征東省) 향시에 수석으로 합격하여 1350년(충정왕 2) 봉의대부 정동행중서성좌우사낭중(征東行中書省左右司郎中)을 제수 받았다. 시호는 문효(文孝)이다.

## 저서
- 《가정집》
- 《죽부인전》

## 가족
- 증조부 : 이효진(李孝進)
- 조부 : 이창세(李昌世)
  - 부 : 이자성(李自誠)
  - 모 : 울산 이씨(蔚山李氏)
    - 형 : 이배(李培)
    - 형 : 이축(李畜)
    - 처 : 함창 김씨(咸昌金氏), 김택(金澤)의 딸
      - 아들 : 이색(李穡)
      - 딸 : 박보생(朴寶生)에게 출가
      - 딸 : 박상충(朴尙衷)에게 출가
      - 딸 : 나계종(羅繼從)에게 출가
      - 딸 : 정인량(鄭仁良)에게 출가